# Sigitas Tamkevičius
Sigitas Tamkevičius S.J. (Gudonys, 7 november 1938) is een Litouws geestelijke en een kardinaal van de Rooms-Katholieke Kerk.
Tamkevičius volgde het seminarie in Kaunas. Op 18 april 1962 werd hij priester gewijd. Hij trad in 1968 in bij de orde der Jezuïeten, destijds een verboden organisatie. Hij kreeg daarom een verbod priesterlijke werkzaamheden uit te oefenen.
Tamkevičius werd fabrieksarbeider en was gedurende elf jaar uitgever van de ondergrondse publicatie De Kroniek van de Katholieke Kerk in Litouwen. Hiervoor werd hij in 1983 gearresteerd en veroordeeld tot een gevangenisstraf van 10 jaar. Dankzij de liberalisering van de sovjetpolitiek (perestrojka) werd hij in 1989 in vrijheid gesteld. In 1990 werd hij benoemd tot rector van het seminarie in Kaunas.
Op 8 mei 1991 werd Tamkevičius benoemd tot hulpbisschop van Kaunas en tot titulair bisschop van Turuda; zijn bisschopswijding vond plaats op 19 mei 1991. Op 4 mei 1996 werd hij benoemd tot aartsbisschop van Kaunas. Hij was voorzitter van de Litouwse bisschoppenconferentie van 1999 tot 2002 en van 2005 tot 2014.
Tamkevičius ging op 11 juni 2015 met emeritaat.
Tamkevičius werd tijdens het consistorie van 5 oktober 2019 kardinaal gecreëerd. Hij kreeg de rang van kardinaal-priester. Zijn titelkerk werd de Sant'Angela Merici. Omdat hij op het moment van creatie ouder was dan 80 jaar is hij niet gerechtigd deel te nemen aan een conclaaf.
- Bibliothèque nationale de France: cb15082420q (data)
- Gemeinsame Normdatei: 1311633006
- International Standard Name Identifier: 0000 0001 0953 6379
- Istituto Centrale per il Catalogo Unico: VIAV166643
- Système universitaire de documentation: 269664289
- Virtual International Authority File: 10138791